# Thézan-des-Corbières
Thézan-des-Corbières település Franciaországban, Aude megyében. Lakosainak száma 568 fő (2022. január 1.). Thézan-des-Corbières Boutenac, Coustouge, Fabrezan, Ferrals-les-Corbières, Fontjoncouse, Montséret, Saint-André-de-Roquelongue és Saint-Laurent-de-la-Cabrerisse községekkel határos.

## Népesség
A település népessége az elmúlt években az alábbi módon változott:
| Lakosok száma | 633  | 527  | 514  | 524  | 533  | 528  | 544  | 556  | 554  | 568  |
|               | 1968 | 1982 | 1990 | 2006 | 2013 | 2015 | 2017 | 2019 | 2020 | 2022 |